# 出口正之
出口 正之（でぐち まさゆき　1955年ー）は、日本の非営利セクター研究者、政策人類学者。国立民族学博物館名誉教授及び総合研究大学院大学名誉教授。

## 経歴
大阪大学人間科学部卒業。サントリー文化財団・主任研究員、ジョンズ・ホプキンス大学国際フィランソロピー研究員、総合研究大学院大学・教育交流センター教授を経て、国立民族学博物館教授、総合研究大学院大学文化科学研究科教授。
非営利セクター研究の国際学会であるInternational Society for Third Sector　Research（ISTR)の会長を務め、ジャーナルVoluntas:International Journal of Voluntary and Nonprofit Organizations発行主体をSpringer社へと契約変更、アジアで初となるバンコクでの世界大会をシリントン王女Her Royal Highness Maha Chakri Sirindhorn）ご来臨の下で成功に導いた。
　また、政府税制調査会特別委員・同非営利法人課税ワ―キンググループ委員として公益法人税制改革に直接かかわった。2007年に国会同意人事の内閣府公益認定等委員会委員、2010年には同委員会の常勤委員として国立民族学博物館、総合研究大学院大学を一旦、退職。公益法人の環境整備に努めた。2013年に国立民族学博物館・人類基礎理論研究部・教授に、2014年に総合研究大学大学教授文化科学研究科・比較文化学専攻・教授に復帰。地元大阪での民間非営利セクター活性化のために、大阪府・大阪市の会議体である「民都・大阪」フィランソロピー会議・議長に就任。フィランソロピー都市宣言などを行う。また、企業偏重の会計制度に疑問を持ち、人類学の手法を入れながら会計学者と新しい非営利会計の研究を行っており、国際非営利会計基準（IFR4NPO)策定プロジェクトの一員でもある。
　雑誌『公益・一般法人』編集委員長等を兼務。

## 著書
- 『公益法人の活動と税制』共著（清文社1986）
- 『21世紀へのライフデザイン-生活から人生へ-』共著（TBSブリタニカ1989）
- 『フィランソロピー税制の基本的課題』共著（公益法人協会1990）
- 『地域を創る知恵　まちを活性化させる意識と発想』共著（学陽書房1991）
- 『開花するフィランソロピー』共著（TBSブリタニカ1993）
- 『フィランソロピー　企業と人の社会貢献』単著　丸善1993
- 『フィランソロピーの社会経済学』共著（東洋経済新報社1993）
- 『ボランティア革命』共編著（東洋経済新報社1996）
- 『社会貢献のヒント』共著（全国法人会連合会1996）
- 『はばたけ！NGO・NPO』共著（中国新聞社1997）
- 『フィランソロピーの思想』共著（日本経済評論社1999）
- 『NPOが拓く新世紀』共著（清文社1999）
- 『デジタル時代の広報戦略』共著（早稲田大学出版部2002）
- 『戦略的経営のすすめ　メセナマネジメント』共著（ダイヤモンド社2002）
- 『人はなぜ寄付をするのか』共著（日本フィランソロピー協会2002）
- 『21世紀の国際知的交流と日本』共著（中央公論新社2002）
- 『創造都市への展望』共著（学芸出版社　2007）
- 『初めての国際学会』単著（日本評論社　2008）
- 『万人のための点字力入門』共著（生活書院　2010）
- 『会社神話の経営人類学』共著（東方出版　2012）
- 『市民社会セクターの可能性　　110年ぶりの大改革の成果と課題』共著（関西学院大学出版会2015）
- 『公益認定の判断基準と実務』単著（全国公益法人協会　2018）
- 『会計学と人類学のトランスフォーマティブ研究』（共編著　清水弘文堂書房　2021）
- 『共感革命　フィランソロピーは進化する』（中央公論事業出版　共著　2021）

## 英文著書
- Third Sector Policy at the Crossroads: An international nonprofit analysis　共著（Routledge　2001）
- Civic Engagement in Contemporary Japan：Established and Emerging Repertoires　共編著書　（Springer 2010）
- Conflicts vs. Social Harmony: Does Nonprofit Sector Matter?　共編著書（Aggreplanning 2008 )
- Routledge Handbook of Civil Society in Asia. Routledge　共著（Routledge　2017）.

## 翻訳著書
- 『楽善好施：參與社會公益的企業』（ 管寧譯）台北、錦繍　1995